# 常州科教城

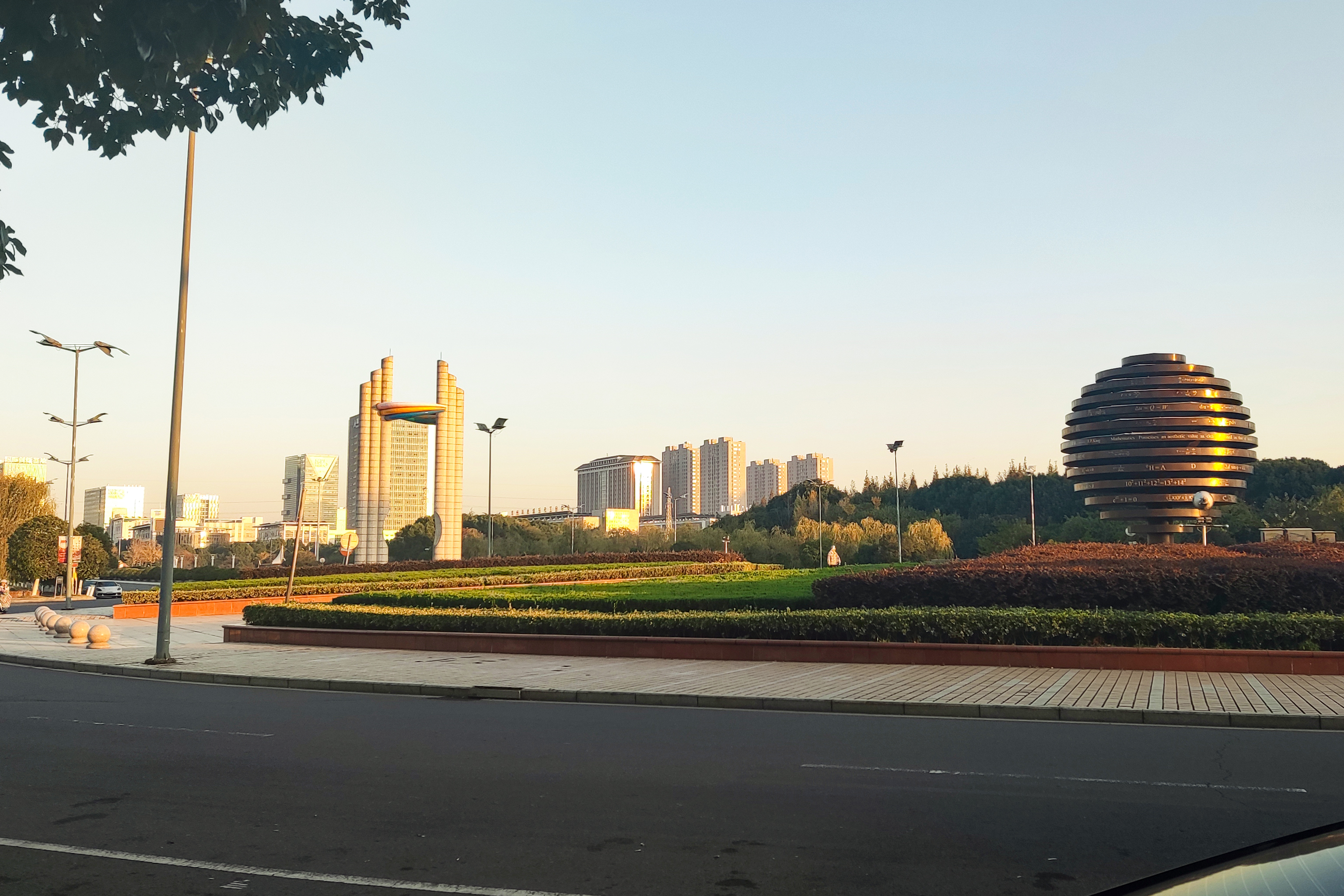
常州科教城一隅

常州科教城是一个综合性科创园区，集高等教育、高新技术研发转化、高科技企业孵化、新兴产业培育为一体。

## 高等教育
- 常州大学
- 常州信息职业技术学院
- 常州工程职业技术学院
- 常州机电职业技术学院
- 常州纺织服装职业技术学院
- 常州轻工职业技术学院